# The Mothers of Invention
I Mothers of Invention sono stati un gruppo musicale statunitense formatosi nel 1964  sulle ceneri dei Soul Giants, una band che si esibiva nei pub e nei locali da ballo californiani. 
Il chitarrista e compositore Frank Zappa, assunto come sostituto di uno dei membri originali, ne assunse presto la guida.

I Mothers of Invention si distinsero dai gruppi dell'epoca per le influenze musicali eterogenee (dal free jazz alla musica colta) e per la carica dissacratoria ottenuta sia con i testi che con espedienti teatrali mutuati dal dadaismo nelle esibizioni dal vivo.
Frank Zappa continuò ad usare la denominazione di Mothers o Mothers of Invention sino al 1975, dopodiché prese a denominare le formazioni che lo accompagnavano come "Zappa Band".

A partire dal 1980 alcuni ex-membri del gruppo hanno inciso brani e si sono esibiti in pubblico col nome di "The Grandmothers" o "The Grande Mothers Re:Invented".

## Storia

### Anni sessanta
In origine, il gruppo si chiamava "The Soul Giants" e ne facevano parte il batterista Jimmy Carl Black, il bassista Roy Estrada, il sassofonista Davy Coronado, il chitarrista Ray Hunt, e il cantante Ray Collins. Alcune fonti riportano che ci fu una violenta lite tra Collins e Hunt nel 1964 (secondo Collins: «Non ho mai picchiato Hunt, non mi ricordo nemmeno di avergli mai stretto la mano») che portò alla fuoriuscita di Hunt dalla band e al reclutamento di Frank Zappa in sua sostituzione come chitarrista. Zappa, data la sua forte personalità, diventò in breve tempo il leader del gruppo, che cambiò nome in "The Mothers" ("Le madri") domenica 10 maggio 1964 (giorno della festa della mamma in quell'anno). Il nome della band era da intendersi come un'abbreviazione di "motherfuckers", termine all'epoca in uso tra i musicisti per indicare musicisti scafati e dotati di talento.
Durante la fine del 1965, il produttore discografico Tom Wilson fece una breve visita nel locale dove si stavano esibendo i Mothers e offrì loro un contratto discografico e un anticipo di 2500 $. Il chitarrista Henry Vestine, in seguito membro dei Canned Heat, fece parte del gruppo per poco tempo, ma lasciò quasi subito, il giorno della firma del contratto, dopo aver sentito l'ultima composizione di Frank Zappa intitolata Who Are the Brain Police?, che per lui "era veramente troppo strana". I Mothers e Wilson passarono svariati mesi in studio spendendo migliaia di dollari nel tentativo di registrare e missare l'album di debutto del gruppo, il doppio LP Freak Out!, e su insistenza della MGM Records, la band fu costretta a cambiare nome in "The Mothers of Invention". Freak Out! venne pubblicato nel 1966, e i Mothers of Invention iniziarono un tour in promozione del disco.
Le vendite di Freak Out!, pubblicato su etichetta Verve Records, compagnia sussidiaria della MGM, ammontarono a sole 30 000 copie. La MGM ridusse quindi il budget di realizzazione per il secondo album del gruppo a soli 11000 $. I Mothers of Invention continuarono la loro avventura senza curarsene troppo, pubblicando Absolutely Free nel 1967, We're Only in It for the Money nel 1968 e Uncle Meat nel 1969 sotto la leadership incontrastata di Zappa, che con il passare del tempo aveva acquistato sempre più potere all'interno della band. Nel 1969, Zappa decise di sciogliere le originali Mothers of Invention. Estrada formò i Little Feat insieme a Lowell George, che era stato un membro dei Mothers per qualche mese alla fine del 1968 e all'inizio del 1969 prima di essere prontamente licenziato da Zappa a causa del suo abuso di droga. Nel 1970, Zappa diede vita ad una nuova incarnazione del gruppo che includeva in formazione gli ex Mothers originali Ian Underwood e Don Preston. Questa nuova formazione comprendeva anche il batterista britannico Aynsley Dunbar (ex-John Mayall & the Bluesbreakers), Ruth Underwood (marimba, percussioni), che aveva preso parte alla registrazione di Uncle Meat nel 1969. Sempre nel 1969, Zappa lasciò la MGM Records per accasarsi alla Reprise Records dove il materiale Zappa/Mothers sarebbe stato pubblicato su etichetta Bizarre Records.

### Anni settanta-duemila

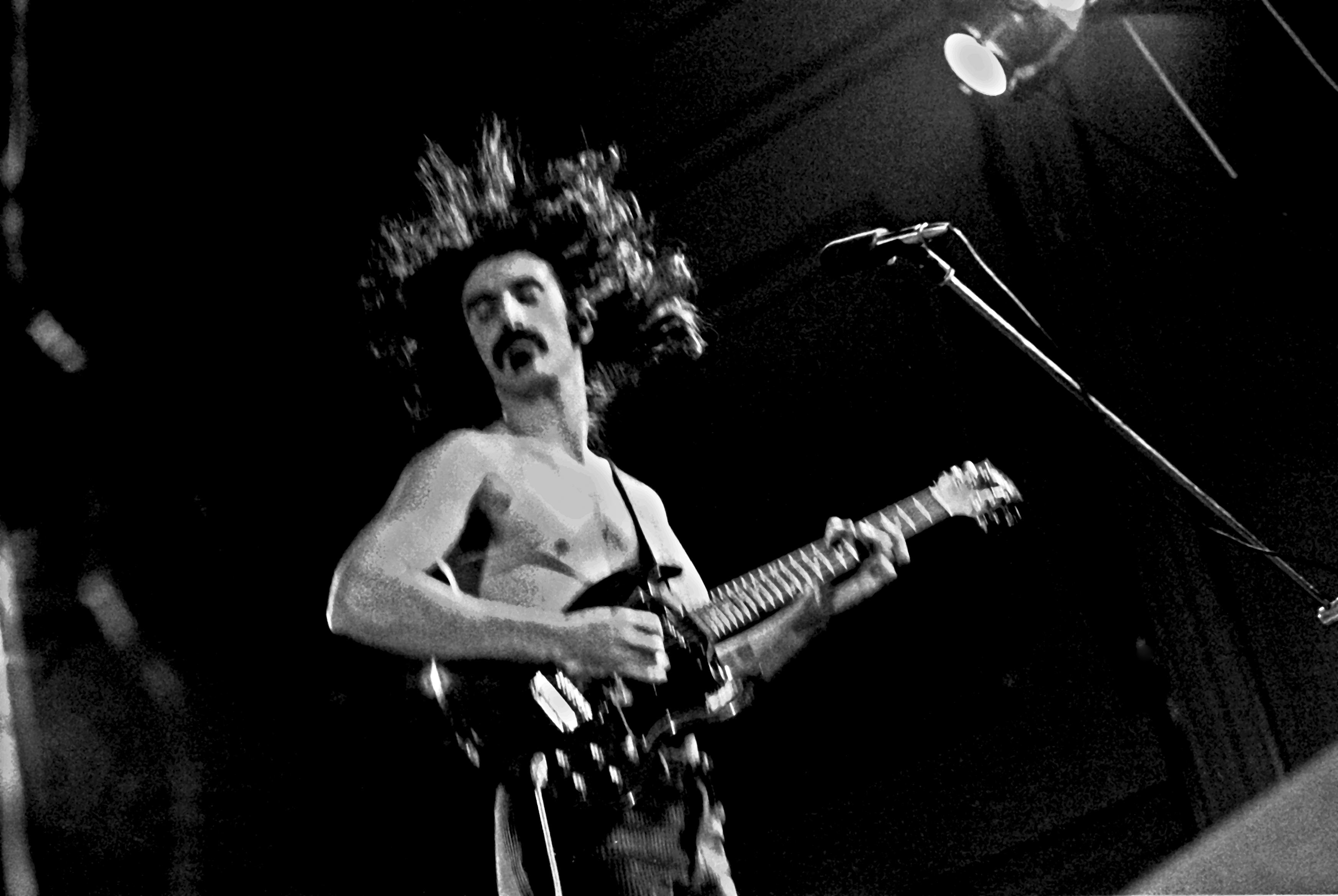
Frank Zappa in concerto con i Mothers of Invention, dicembre 1971, Amburgo

George Duke (tastiere, trombone, voce) lavorò con Zappa nel 1970 per l'album 200 Motels e successivamente divenne un membro fondamentale della banda di accompagnamento durante i tour di Zappa a metà anni settanta. Altri nuovi membri dei Mothers includevano Bob Harris (tastiere, voce), il cantante Howard Kaylan e Mark Volman (alias "Flo & Eddie", ex membri del gruppo pop commerciale dei The Turtles), Jim Pons (ex bassista dei Turtles), e Jeff Simmons (basso, chitarra ritmica). Ora accreditati solamente come "The Mothers", Zappa e la band registrarono due album dal vivo, Fillmore East - June 1971 e Just Another Band from L.A., ma Zappa sciolse nuovamente il gruppo a fine 1971 dopo essere stato spinto nella buca dell'orchestra sul palco da un fan inferocito, incidente che gli causò seri problemi di salute che lo tennero fuori combattimento per più di un anno.
Nonostante Zappa abbia sempre continuato a sfornare nuovi album da solista di anno in anno (Lumpy Gravy, 1967; Hot Rats, 1969; Chunga's Revenge, 1970; Apostrophe ('), 1974), e i Mothers lo avessero seguito in tour, ormai era chiaro che la band era diventata semplicemente il gruppo di supporto di Frank Zappa. I dischi pubblicati a nome Zappa/Mothers (Roxy & Elsewhere, 1974) o come "Frank Zappa & the Mothers of Invention" (One Size Fits All, 1975) furono gli ultimi colpi di coda prima che Zappa venisse legalmente diffidato dagli ex compagni dallo sfruttare il nome della band per i suoi progetti solisti. Dalla pubblicazione di Zoot Allures (1976) in avanti, i suoi dischi sarebbero usciti solo a suo nome. Molte pubblicazioni in CD curate da Zappa negli anni successivi contengono materiale dei Mothers of Invention di svariate epoche e formazioni di cui egli deteneva i diritti (per esempio You Can't Do That on Stage Anymore, Vol. 5, 1992; Playground Psychotics, 1992; Ahead of Their Time, 1993). Dal 1980, Jimmy Carl Black, Don Preston e Bunk Gardner, più altri ex membri dei Mothers of Invention, hanno occasionalmente suonato in concerto e registrato materiale in studio con i nomi "The Grandmothers" o "The Grande Mothers Re:Invented", eseguendo musica di Frank Zappa, di Captain Beefheart, e anche standard blues. A partire dal 1999, Preston e Gardner si sono esibiti sporadicamente come "The Don and Bunk Show". Il 1º novembre 2008, il batterista dei Mothers originali, Jimmy Carl Black, è morto in Germania all'età di 70 anni.

## Curiosità
Il nome dei Mothers of Invention viene citato nella prima strofa della celebre canzone Smoke on the Water dei Deep Purple, che narra di un incidente avvenuto a Zappa e al suo gruppo durante un concerto a Montreux, in Svizzera:
«Frank Zappa and the Mothers were at the best place around
but some stupid with a flare gun burned the place to the ground»
Nella fattispecie, durante l'esibizione dei Mothers si sviluppò un incendio che rase praticamente al suolo il teatro, senza per fortuna provocare vittime. Tutto l'equipaggiamento della band andò distrutto, e dovette essere ricomprato per proseguire la tournée.

## Formazione
The Soul Giants (1965-1966)
- Ray Collins - armonica, voce
- Frank Zappa - voce, chitarra
- David Coronado - sax
- Roy Estrada - basso
- Jimmy Carl Black - batteria

The Mothers of Invention (1966-1969)
- Frank Zappa - direzione musicale, chitarra & voce
- Ray Collins - voce, armonica, tamburello, finger cymbals, bobby pin & tweezers
- Jimmy Carl Black - batteria
- Roy Estrada - basso & guitarron; ragazzo soprano
- Elliot Ingber - seconda chitarra solista & chitarra ritmica
- Ian Underwood - flauto, clarinetti, sassofono, piano
- Jim Fielder - chitarra, pianoforte
- Don Preston - tastiere
- Bunk Gardner - legni
- Euclid James Motorhead Sherwood - sax soprano & baritono
- Arthur Dyer Tripp III - batteria, timpani, vibrafono, marimba, xylofono, wood blocks, campane, campanelle

The Mothers (1970-1971)
- Frank Zappa - chitarra & voce
- Ian Underwood - flauto, sassofono
- George Duke - tastiera
- Aynsley Dunbar - batteria
- Jim Pons - basso
- Don Preston - tastiere

Frank Zappa and the Mothers of Invention (1973-1975)
- Frank Zappa - chitarra & voce
- Sal Marquez - tromba & voce
- George Duke - tastiere & sintetizzatore
- Tom Fowler - basso
- Bruce Fowler - trombone
- Ruth Underwood - marimba, vibrafono & percussioni
- Ian Underwood - flauto, clarinetto, sax alto & tenore
- Napoleon Murphy Brock - flauto & sax tenore, voce
- Ralph Humphrey - batteria
- Chester Thompson - batteria
- Terry Bozzio - batteria

## Discografia
- 1966 - Freak Out!
- 1967 - Absolutely Free
- 1968 - We're Only in It for the Money
- 1968 - Cruising with Ruben & the Jets
- 1969 - Uncle Meat
- 1970 - Burnt Weeny Sandwich
- 1970 - Weasels Ripped My Flesh
- 1972 - Just Another Band from L.A.
- 1973 - Over-Nite Sensation
- 1975 - One Size Fits All